# Доусон, Джордж Мерсер
Джордж Ме́рсер До́усон (англ. George Mercer Dawson; 1 августа 1849, Пикту, Новая Шотландия — 2 марта 1901, Оттава) — канадский геолог и географ.

## Биография
Он был сыном сэра Джона Уильяма Доусона и Маргарет А. И. Мерсер. В одиннадцать лет он перенёс туберкулёз позвоночника (болезнь Потта), что вызвало искривление спины и остановило её рост. Это физическое отставание не помешало ему стать одним из величайших учёных Канады. Его преподаватели и отец помогали ему в его образовательных нуждах во время его долгого выздоровления. Позднее Доусон учился в Монреальском лицее и Университете Макгилла (не всё время) перед тем, как в 1869 уехать в Лондон для изучения там геологии и палеонтологии в Royal School of Mines (теперь в составе лондонского Imperial College). После трёх лет обучения Доусон получил диплом, став отличником в своём классе. Степень доктора была ему присуждена в 1890 в Университете Куинс, а в 1891 — в Университете Макгилла.

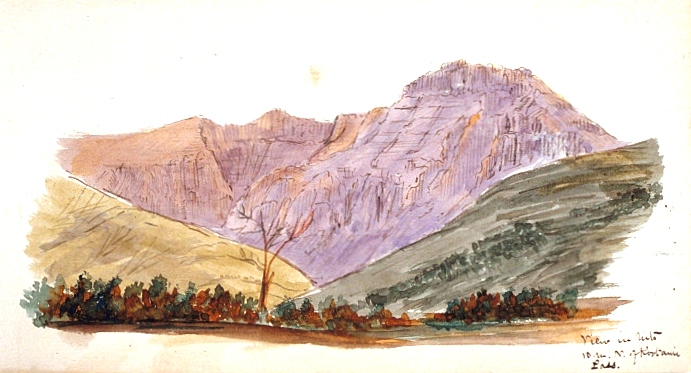
Вид на горы в 10 милях к северу от перевала Кутеней, Джордж Доусон, 1862—1863

Доусон успешно провёл углублённое изучение Западной Канады в XIX веке, начав с исследований на границе США и Канады с 1872 по 1876. Итогом стал отчёт в 387 страниц, названный «Геология и богатства в области 49-й параллели от озера Лесного до Скалистых гор со списками встреченных растений и животных и замечаниями об окаменелостях». Этот отчёт сделал Доусона уважаемым учёным. Его топографические съёмки позволили развивать сельскохозяйственные лесопромышленные и горнодобывающие области деятельности на канадском Западе.
В 1883 и 1884 Доусон совершил поездки по канадским Скалистым горам, карту основных гор, вершин и крупных рек которых поручило ему составить канадское правительство. Среди многочисленных вершин гор, которые он открыл, выделяются гора Ассинибойн (3 618 м) и гора Тэмпл (3 543 м). После исследований на местности, в 1886 была издана его карта Скалистых гор от американской границы до долины Ред-Дир и перевала Кикинг-Хорс.
В 1887 он совершил поход на Юкон, создав несколько первых карт того, что должно было стать Северо-западными территориями. Его отчёт был переиздан десять лет спустя для удовлетворения интереса общества к той области вследствие стремительного движения за клондайкским золотом. Город Доусон, бывшая столица Юкона, был назван в его честь. Досон-Крик в Британской Колумбии также носит его имя.
В 1875 он стал членом Геологической комиссии Канады (GCC), заместителем председателя которой он был избран в 1883, а самим председателем — в 1895. Он провёл также съёмку местности Британской Колумбии, что повлияло на решения канадского правительства о направлении железной дороги к Тихому океану.
В 1882 он стал одним из членов-основателей Королевского общества Канады.
В 1887 вместе с Уильямом Огилви и Ричардом Макконнеллом он осуществил топографическую съёмку границы между Аляской и Юконом и изучил там золотоносные месторождения.
В 1891 году Геологическое общество Лондона присудило учёному почётную награду — Медаль Бигсби.
Умер он внезапно в Оттаве за один день от острого бронхита. Похоронен в уголке кладбища Мон-Руаяль, отведённом для его семьи, в Монреале.